# Ngụy Thù
Ngụy Vũ tử (chữ Hán: 魏武子; ?-?), là vị tông chủ thứ ba của họ Ngụy, một đại gia tộc của nước Tấn, chư hầu nhà Chu trong lịch sử Trung Quốc, và cũng là tổ tiên của nước Ngụy, một trong Chiến Quốc Thất hùng sau này. Ông đã giữ chức đại phu nước Tấn và được phong tước tử.
Ông là con trai của Mang Quý vị tông chủ thứ hai của họ Ngụy, tên thật là Ngụy Thù (魏犨). Sau khi Mang Quý qua đời, Ngụy Sưu lên thế tập.

## Sự nghiệp
Năm 655 TCN, Tấn Hiến công nghe lời vợ thứ là Ly Cơ, giết thái tử Thân Sinh và lập Hề Tề con Ly Cơ làm thái tử. Công tử Trùng Nhĩ đến Giáng đô thăm cha, thấy vậy sợ hãi vội bỏ chạy về đất trấn thủ là ấp Bồ lo cố thủ.
Tấn Hiến công điều quân đánh đất Bồ. Trùng Nhĩ trốn sang nước Địch. Ngụy Sưu đi theo Trùng Nhĩ, lưu lạc ở nước ngoài 19 năm. Đến năm 636 TCN, Trùng Nhĩ được Tần Mục công đưa về nước tôn làm vua, ban thưởng cho công thần, phong cho Ngụy Sưu làm đại phu, ban tước tử.
Năm 632 TCN, Tấn Văn công đánh nước Tào để báo thù Tào Cung công đối xử không tốt với mình, giết hơn 300 đại phu nước Tào. Trước đó khi Tấn Văn công ở nước Tào được Hỉ Phụ Cơ chu cấp, nên Tấn Văn công không những muốn tha cho Hỉ Phụ Cơ, mà còn trọng đãi. Ngụy Sưu thấy vậy đem lòng ghen ghét, bèn sai vũ phu đi đốt nhà Hỉ Phụ Cơ. Tuy nhiên Tấn Văn công nghĩ tình tha cho.
Sau không rõ ông mất năm nào. Sau khi ông mất, con ông là Ngụy Khoả lên nối ngôi.